# Unité organisationnelle
 (juin 2019).
Si vous disposez d'ouvrages ou d'articles de référence ou si vous connaissez des sites web de qualité traitant du thème abordé ici, merci de compléter l'article en donnant les références utiles à sa vérifiabilité et en les liant à la section « Notes et références ».
Une unité organisationnelle (OU) ou unité d'organisation est un conteneur dans un domaine Microsoft Active Directory ou LDAP ou similaire, qui peut contenir des utilisateurs, des groupes et des ordinateurs.
Il est la plus petite unité par laquelle un administrateur peut affecter des paramètres de stratégie de groupe ou des autorisations de compte.
Une unité d'organisation peut avoir plusieurs sous-OU, mais tous les attributs de l'OU contenant doivent être uniques.